# Panicum ensifolium
Panicum ensifolium är en gräsart som beskrevs av Stephen Elliott. Panicum ensifolium ingår i släktet vipphirser, och familjen gräs. Inga underarter finns listade i Catalogue of Life.